# Rafael Silva
Rafael Silva (født 4. april 1992) er en brasiliansk fodboldspiller.